# 约翰·奥林
约翰·奥林（芬蘭語：Johan Olin，1883年6月30日—1928年12月3日），芬兰男子摔跤运动员。他曾代表芬兰参加1912年夏季奥林匹克运动会摔跤比赛，获得男子古典式重量级银牌。